# CBKFT-DT
CBKFT-DT est une station de télévision saskatchewanaise de langue française située à Regina détenue par la Société Radio-Canada et faisant partie du réseau de la Télévision de Radio-Canada. Elle s'adresse aux téléspectateurs fransaskois.
La programmation de CBKFT est identique au réseau de Radio-Canada du Québec, mais décalé de 2 heures étant donné la différence de fuseau horaire, sauf pour les sports et événements en direct. Le Téléjournal-Saskatchewan est produit et diffusé à 18 h, heure locale de Regina.

## Histoire
CBKFT a obtenu sa licence du CRTC en 1975 et est entré en ondes le 27 septembre 1976 en tant que ré-émetteur de CBWFT Winnipeg au Manitoba. Des ré-émetteurs ont été ajoutés à Saskatoon et Prince Albert en 1978 et de nombreux autres par la suite. En octobre 1983, CBC Regina emménage dans ses nouveaux studios situés au 2440 Broad Street qui peuvent accommoder les opérations radio et télé en anglais et en français. Le 7 mai 1985, le CRTC approuve la demande de Radio-Canada afin de « poursuivre l'exploitation de CBKFT Regina et des onze réémetteurs sous une licence de télévision distincte ».

## Télévision numérique terrestre et haute définition
Lors de l'arrêt de la télévision analogique et la conversion au numérique qui a eu lieu le 1er septembre 2011, CBKFT a mis fin à la diffusion en mode analogique du canal 13 à minuit et a commencé à diffuser en mode numérique sur le même canal quelques minutes plus tard dans le format 720p. Ses ré-émetteurs continuent de diffuser en mode analogique.
Le marché de Saskatoon était identifié comme étant à conversion obligatoire par le CRTC, mais le plan de la Société Radio-Canada était de convertir que les stations d'origine, signifiant que le ré-émetteur dans cette ville allait être mis hors service. Le CRTC a autorisé une extension à la Société le 16 août 2011 de continuer à diffuser en mode analogique pour une période d'un an.

## Antennes
La station opérait douze réémetteurs situés un peu partout en Saskatchewan : Saskatoon, Prince Albert, Debden, Saint Brieux, Zenon Park, Gravelbourg, Ponteix, Willow Bunch, Bellegarde, Moose Jaw, Leoville et North Battleford.
En avril 2012, à la suite des compressions budgétaires, Radio-Canada a annoncé la fermeture de tous ces émetteurs analogiques dès le 31 juillet 2012. L'émetteur numérique de Regina restera en fonction.